# Massacre de Marzabotto
O massacre de Marzabotto (em italiano:  strage di Marzabotto) foi um crime de guerra que consistiu no assassínio em massa de setecentos e setenta civis da comuna italiana de Marzabotto cometido pela 16.ª Divisão Panzergrenadier SS Reichsführer-SS, liderada pelo comandante austríaco Walter Reder entre 29 de setembro e 5 de outubro de 1944, como represália pelo apoio dos partidários à Resistência italiana. Os soldados nazis mataram várias pessoas em Marzabotto, Grizzana Morandi e Monzuno na zona do maciço de Monte Sole nos Apeninos, na antiga província de Bolonha.
Durante anos, houve controvérsias sobre o número de vítimas do massacre, algumas fontes referem que ocorreram cerca de 1 830 mortes, e outras estimam que o número teria sido de 955. A Peace School Foundation of Monte Sole estimou o número de vítimas em 770, uma quantidade muito próxima ao relatório oficial do Sturmbannführer Walter Reder que declarou oficialmente a execução de 728 pessoas. Entre as vítimas, encontravam-se 45 crianças com menos de dois anos de idade, 110 crianças com menos de dez anos, 95 pessoas com menos de dezasseis anos, 142 pessoas com mais de sessenta anos, 316 mulheres, e 5 padres católicos.
Em 2002, o então presidente da Alemanha, Johannes Rau, apresentou em nome do governo alemão um pedido formal de desculpas a Itália e manifestou «profunda tristeza e vergonha» às famílias das vítimas de Marzabotto.

## Julgamentos
O Reino Unido condenou à morte o Gruppenführer Max Simon por participar do massacre, mas posteriormente foi ilibado em 1954. Os militares dos Estados Unidos prenderam o comandante Walter Reder em Salisburgo, na Áustria, e entregaram ele aos italianos através dos britânicos, tendo sido julgado num tribunal militar italiano de Bolonha, onde foi condenado a prisão perpétua na prisão militar de Gaeta, mas acabou por ser libertado em 1985.
Em janeiro de 2007, dez dos dezassete ex-soldados da Waffen-SS considerados suspeitos foram declarados culpados in absentia pelo tribunal militar da zona norte da comuna italiana de La Spezia, onde foram sentenciados à prisão perpétua. Os meios de comunicação da Itália noticiaram que dez pessoas foram condenadas a pagar uma indemnização de cem milhões de euros aos sobreviventes e famílias das vítimas. Sete pessoas consideradas suspeitas foram absolvidas de todas as acusações.